# Іорі
Іорі (груз. იორი), також в Азербайджані Габирри (азерб. Qabırrı) — річка на Південному Кавказі — в східній Грузії і Азербайджані; притока Кури. Бере початок на південних схилах гори Барбало, однієї з вершин Головного Кавказького хребта, на висоті 2600 метрів, спускається з гір через Іорське плоскогір'я і впадає в Мінгечаурське водосховище на Курі.

## Географія
У верхів'ях річка тече на південь, протікає лісистою ущелиною, від селища Тіанеті змінює свій напрям на південний схід. У середній течії перетинає Самгорську долину, звідки продовжує течію в безлісній місцевості, у нижній течії вигинається, має невелику глибину і майже не має приток. Після зведення 1952 року Самгорської зрошувальної системи частина стоку в середній течії відводиться до «Тбіліського моря» — водосховища на схід від Тбілісі, штучно створеного затопленням водами Іорі трьох невеличких солоних озер. Раніше Іорі була правою притокою Алазані, але після збудування в Азербайджані Мінгечаурської греблі впадає в Мінгечаурське водосховище.

## Гідрологія
Басейн Іорі належить двом державам: верхня і середня течія — в Грузії, нижня — в Азербайджані. Загальна довжина річки складає 320 км, з яких 313 км у Грузії (в Азербайджані — тільки 7 км у гирлі). Водозбір її басейну в цілому в обох країнах складає 5255 км², з них 4645 км² в Грузії і 610 км² — в Азербайджані. Річкова система Іорі в межах Грузії складається з 509 малих річок загальною протяжністю 1777 км і має щільність річкової мережі 0,38 км/км².
Середній стік становить 362,2 млн м³ на рік, модуль стоку — 0,62 млн м³/км². Середня річна витрата в середній течії — 18,4 м³/с, у 43 км від гирла — 11,6 м³/с, в пониззі — 9,82 м³/с.
Живлення виключно від опадів — дощовими та сніговими водами. Гідрологічний режим річки характеризується весняними паводками, літньо-осінніми підйомами рівня води і стабільно низьким зимовим рівнем. Підвищення рівня води в річці при осінніх повенях пов'язане з таненням снігів і сильними дощами. Велика кількість опадів у верхній течії випадає у березні, а в нижній — в лютому. Максимум сягає в травні—червні. Потім до кінця липня триває падіння рівня води в річці. Літньо-осінні сезонні повені, викликані інтенсивними дощами, відбуваються щорічно по три-шість разів, і тривають від двох до десяти днів. У зимовий період рівень води в річці низький, коливання його не перевищують 10 см. В деякі роки він залишається постійним протягом 10-30 днів.

## Енергетика, екологія

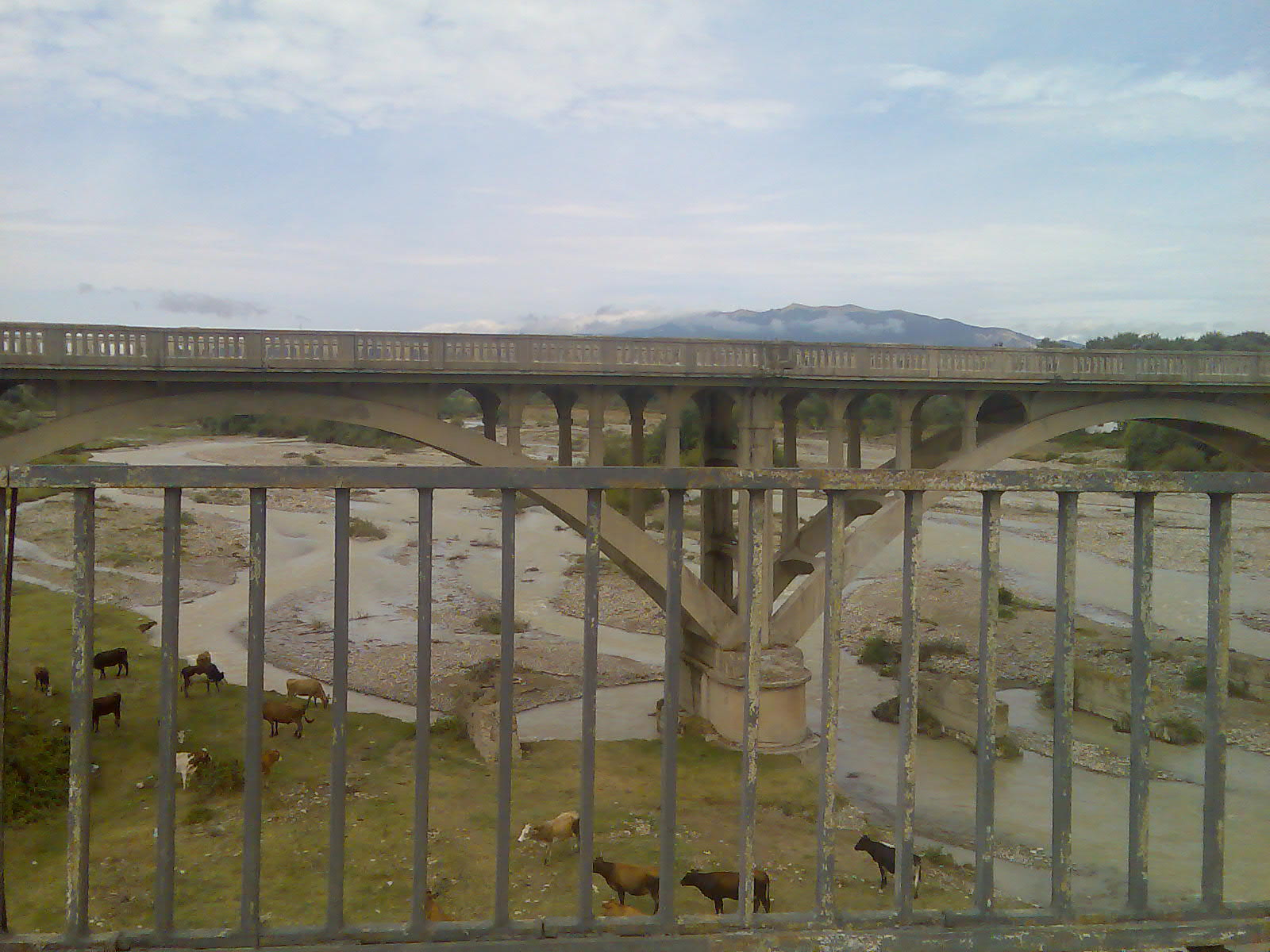
Іорі в селі Сартічала (Квемо Картлі)

У Грузії на Іорі побудовано три великі греблі:
- Сіоні з об'ємом 325 млн м³, що використовується для зрошення, водопостачання і виробництва електроенергії.
- Тбіліська гребля з об'ємом 308 млн м³, яка використовується тільки для водопостачання і зрошення.
- Водосховище Далимта з об'ємом 180 млн м³, що використовується тільки для поливу.

У середині XX століття на Іорі і її відгалуженні, що живить Тбіліське водосховище — Самгорському каналі, був збудований Самгорський каскад ГЕС, що складається з 4 невеликих гідроелектростанцій. Хоча всі чотири електростанції залишаються в експлуатації, їх обладнання давно застаріло. Одна з них тепер є власністю чеської компанії «Енерго-Про».
Порівняно з іншими річками Грузії, Іорі не зазнала значного антропогенного впливу, що сприяло нижчому її забрудненню. За даними 2008 року, протягом року з стічних каналізаційних вод в річку потрапили тільки 40 тонн нерозчинних речовин і 9510 тон хлоридів.
Основні причини антропогенного забруднення річки є наступні:
- Дифузне забруднення від сільськогосподарської діяльності — площа зрошуваних з Іорі угідь складає 90 тис. гектарів.
- Побутові стічні води.

## Історія
Восени 1800 року до кордонів Кахетії наблизилося військо правителя Аварського ханства Омар-хана V Несамовитого. У союзі з ним наступали дагестанські і лезгинські загони. 7 листопада 1800 року два російських полки під командуванням генералів Гулякова і Лазарєва, спільно з грузинським ополченням царевичів Багратіоні Іоана та Баграта, на лівому березі Іорі поблизу селища Какабеті завдали поразки загонам Омар-хана. Аварський хан втратив понад 2500 солдатів і відступив під покровом ночі. Цей похід проти Грузії став останнім для Омар-хана і позбавив його авторитета і влади.